# Wioletta Chrapina
Wioletta Władimirowna Bida z d. Chrapina (ros. Виолетта Владимировна Бида z d. Храпина, ur. 18 marca 1994 w Nowokujbyszewsku) – rosyjska szpadzistka, srebrna medalistka mistrzostw świata.
W 2013 roku zdobyła złoty medal drużynowo na mistrzostwach świata juniorów w Poreču. Wynik ten powtórzyła na rozgrywanych rok później mistrzostwach świata juniorów w Płowdiwie.
Podczas mistrzostw świata w Budapeszcie w 2019 roku Rosjanki w składzie: Tatjana Andriuszyna, Wioletta Chrapina, Wioletta Kołobowa i Lubow Szutowa zdobyły srebrny medal w turnieju drużynowym. W tej samej konkurencji była też czwarta na mistrzostwach świata w Wuxi w 2018 roku.
Wystartowała na igrzyskach olimpijskich w Tokio, gdzie w zawodach drużynowych zajęła ósme miejsce. Indywidualnie nie startowała.
Ponadto zdobyła srebrny medal w rywalizacji drużynowej na mistrzostwach Europy w Düsseldorfie w 2019 roku.
W czerwcu 2023 roku wraz z mężem, Siergiejem Bidą wyemigrowała do Stanów Zjednoczonych.